# Henry M. Jackson Wilderness

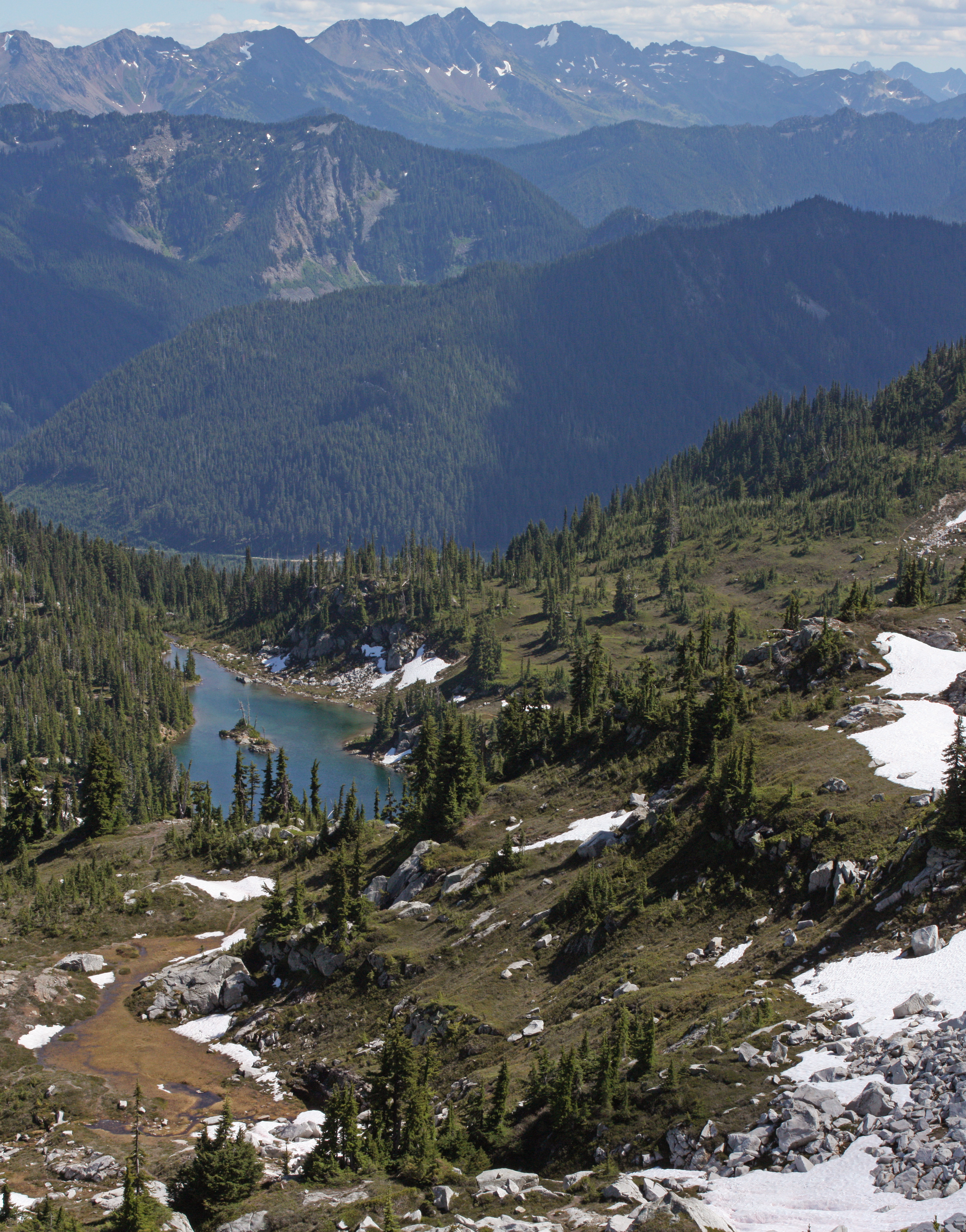
Minotaur Lake (1.690 m)

Die Henry M. Jackson Wilderness ist ein über vierhundert Quadratkilometer großes Wildnisgebiet in den Countys Chelan, King und Snohomish im US-Bundesstaat Washington. Das Gebiet liegt in Nachbarschaft zur Südwestecke der Glacier Peak Wilderness, nordwestlich von Stevens Pass am U.S. Highway 2 und nordöstlich der Stadt Skykomish. Die Wild Sky Wilderness befindet sich unmittelbar südwestlich der Henry M. Jackson Wilderness. Obwohl das Wildnisgebiet die Kaskadenkette überspannt, befindet sich der Hauptteil an der Westseite. Das Gebiet erstreckt sich auf Teilen der National Forests Snoqualmie, Mount Baker und Wenatchee. Die nächstgelegene Stadt ist Seattle.

## Geschichte
Die Henry M. Jackson Wilderness wurde 1984 durch den Washington Wilderness Act eingerichtet und nach dem U.S. Senator Henry M. Jackson aus Washington benannt. Senator Jackson war maßgeblich an der Ausweisung vieler Wildnisgebiete in Washington beteiligt und dieser „Wald“ von sagenhaften Gipfeln soll seine Bemühungen in Erinnerung rufen.
Indianische Wanderrouten, welche die Kaskadenkette querten, liefen parallel zum Little Wenatchee River und wiesen späteren Erkundungstrupps wie dem 1860 von E. F. Cady geleiteten, nach dem der Cady Pass und der Cady Creek benannt sind, den Weg. Das Gebiet hat eine reiche Bergbautradition mit zahlreichen patentierten Grabungsrechten innerhalb seiner Grenzen.

## Geographische Besonderheiten
Das Gelände ist zerklüftet und weist steile Abhänge und fingerförmiger Kämme auf, die durch kleine unterbrochene oder permanente Abflüsse unterteilt sind. Die Flüsse im nördlichen Teil entwässern zum Saul River, während die im südlichen Abschnitt zum Skykomish River fließen. Die wichtigsten Besonderheiten sind u. a. die Cady Creek Ridge und der Cady Creek sowie der Beckler River als Zufluss zum Rapid River, der eigentlichen Quelle des South Fork Skykomish River.
Der Pacific Crest National Scenic Trail (PCT) quert den südlichen Bereich des Wildnisgebietes. Er windet sich über mehr als fünfzig Kilometer (32 Meilen) abwärts durch das Herz des Gebietes. Andere Wege schlängeln sich aufwärts von Ost nach West und erreichen so den PCT. Der Blanca Lake Trail führt über 5,6 Kilometer (3,5 Meilen) zum Blanca Lake, und fünf kurze Pfade erreichen das Zentrum des Nordwestabschnitts, wo sie sich im Busch verlaufen.
Das Wildnisgebiet enthält schätzungsweise dreißig Seen, die mäßig beangelt werden. Einer der beliebtesten dieser Seen ist Blanca Lake aufgrund seiner vom türkisgrünen Wasser ausstrahlenden Schönheit.

## Vegetation
Ein hoher Wald bedeckt die tieferen Lagen, der mit steigender Höhe ausdünnt und dabei seine Artenzusammensetzung ändert, bis er schließlich in ausgedehnte Wiesen auf den Höhen vieler Kämme übergeht. Die Vegetation umfasst Riesen-Lebensbäume, Gewöhnliche Douglasien, echte Tannen, Engelmann-Fichten, Westamerikanische Hemlocktannen, Berg-Hemlocktannen und subalpine sowie in höheren Lagen alpine Wiesen.